# Hansi Linder
Hansi Linder, auch Hannsi Linder (* 1. August 1942 in St. Pölten, Österreich; † 9. Dezember 2010 in München; später Hannelore Geb-Linder) war eine deutsche Schauspielerin.

## Leben
Hannelore Linder wurde in St. Pölten geboren und besuchte eine Schule auf der Fraueninsel im Chiemsee in Bayern. Sie war die ältere Schwester der Schauspielerin Christa Linder.
Hansi Linder war bis zu ihrem Tod mit Joe Geb verheiratet und trug von da an den Namen Hannelore Geb-Linder. Sie liegt auf dem Nordfriedhof in München begraben (Grablage: 97/U2/0074).

## Filmografie
- 1968: Tamara
- 1969: Isabella – Mit blanker Brust und spitzem Degen (Isabella, ducchessa dei diavoli)
- 1969: Köpfchen in das Wasser, Schwänzchen in die Höh’
- 1969: Liebe durch die Hintertür
- 1969: Auf Sch**ßer schießt man nicht
- 1969: Kommissar X – Drei goldene Schlangen
- 1969: Libido – Das große Lexikon der Lust (Le 10 meraviglie dell’amore)
- 1969: Liebe durch die Hintertür
- 1970: Unsere Pauker gehen in die Luft
- 1970: Beiß mich, Liebling
- 1970: Wenn du bei mir bist
- 1970: Hurra, unsere Eltern sind nicht da
- 1971: Der Würger kommt auf leisen Socken (Lo strangolatore di Vienna)
- 1971: Glückspilze
- 1971: Wer zuletzt lacht, lacht am besten
- 1971: Kreuzfahrt des Grauens (Ore di terrore)
- 1972: Jules und die olympischen Geister (TV, anlässlich der Sommerspiele in München) – Regie: Michael Pfleghar
- 1972: Die dressierte Frau
- 1973: Haie kennen kein Erbarmen (Troppo rischio per un uomo solo)